# Ju Jong-čchol
Ju Jong-čchol (* 18. dubna 1970; hangul 유영철, hanča 柳永哲) je jihokorejský sériový vrah a kanibal. Přiznal se k vraždám 21 lidí, zejména prostitutek a zámožných starších mužů a byl jihokorejským soudem odsouzen za 20 vražd (jedna mu nebyla připsána pro nedostatek důkazů).
Ju spálil tři své oběti a nejméně jedenáct dalších předtím zmrzačil. Sdělil, že snědl játra jedné své oběti. Jako motiv pro svoje počínání uvedl nenávist vůči bohatým lidem, ženám a veškeré společnosti. Neprojevil žádnou lítost, nýbrž zdůrazňoval, že si smrt zasloužili.
Vraždy uskutečnil v rozmezí devíti měsíců – od září 2003 do svého zatčení v červenci 2004. 13. prosince 2004 byl odsouzen k trestu smrti. Jeho případ, který způsobil vlnu hrůzy v Jižní Koreji, vyvolal debaty o trestu smrti. Ačkoli tento nebyl zrušen zákonem, bylo vyhlášeno moratorium, že nebudou vykonávány žádné popravy. Před zatčením Jua bylo veřejné mínění pro zrušení absolutního trestu, poté se souhlas v rámci populace opět zvýšil. Předseda senátu odůvodnil trest tak, že taková série vražd v Jižní Koreji je bezprecedentní a představuje velmi závažný trestný čin. Trest smrti pro Jua byl nevyhnutelný, vzhledem k obrovskému utrpení, které přinesl pozůstalým po obětech i celému národu.
Podle jeho příběhu byl natočen film „Bílé maso".